# Cimetière parisien de Bagneux
Ne pas confondre avec le cimetière communal de Bagneux.

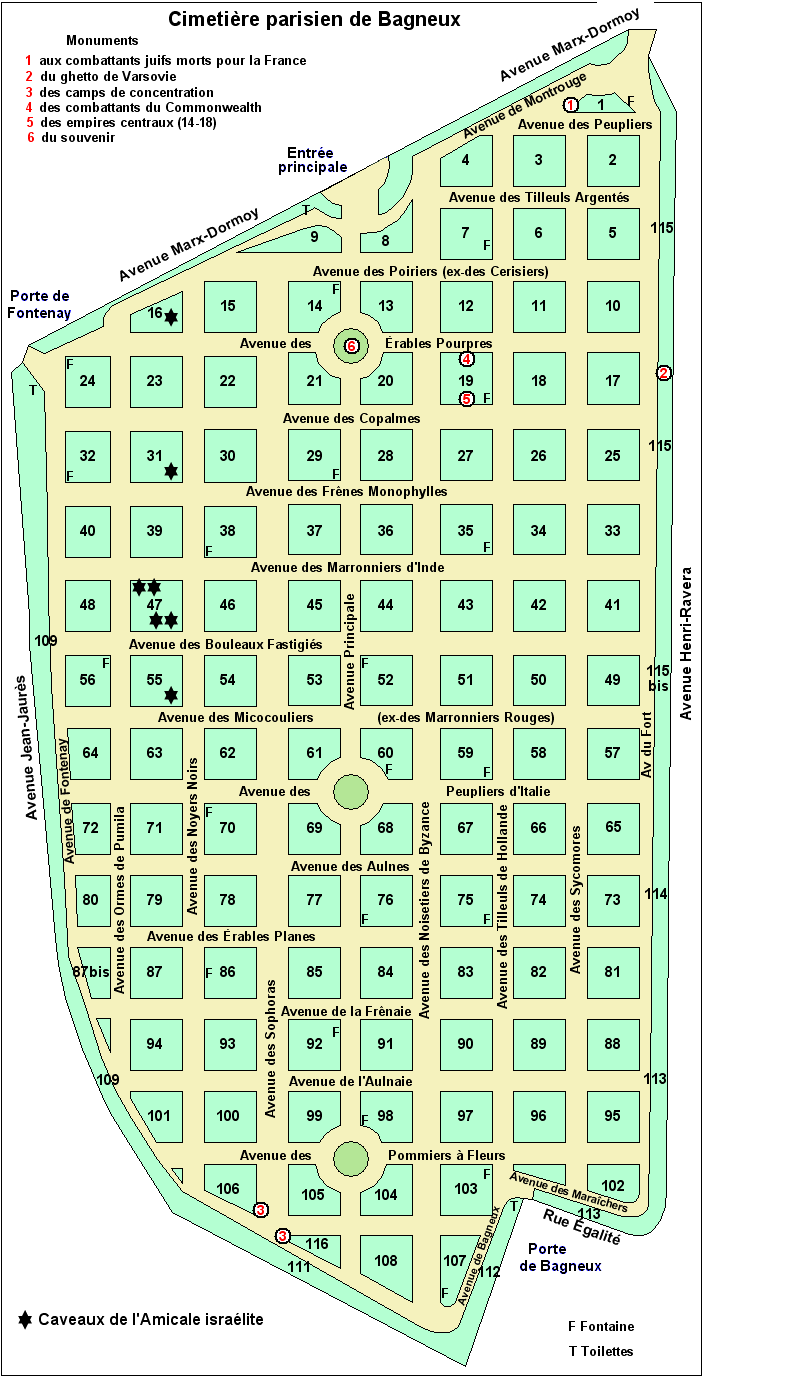
Plan du cimetière de Bagneux.

Le cimetière parisien de Bagneux est un des cimetières parisiens extra muros, qui dépend de la Ville de Paris. Il est situé dans la commune de Bagneux, dans le département des Hauts-de-Seine. Son entrée principale est située au 45 de l'avenue Marx-Dormoy. Ses deux autres entrées sont situées à l'angle de l'avenue Jean-Jaurès (Porte de Fontenay) et rue Égalité (Porte de Bagneux).

## Caractéristiques

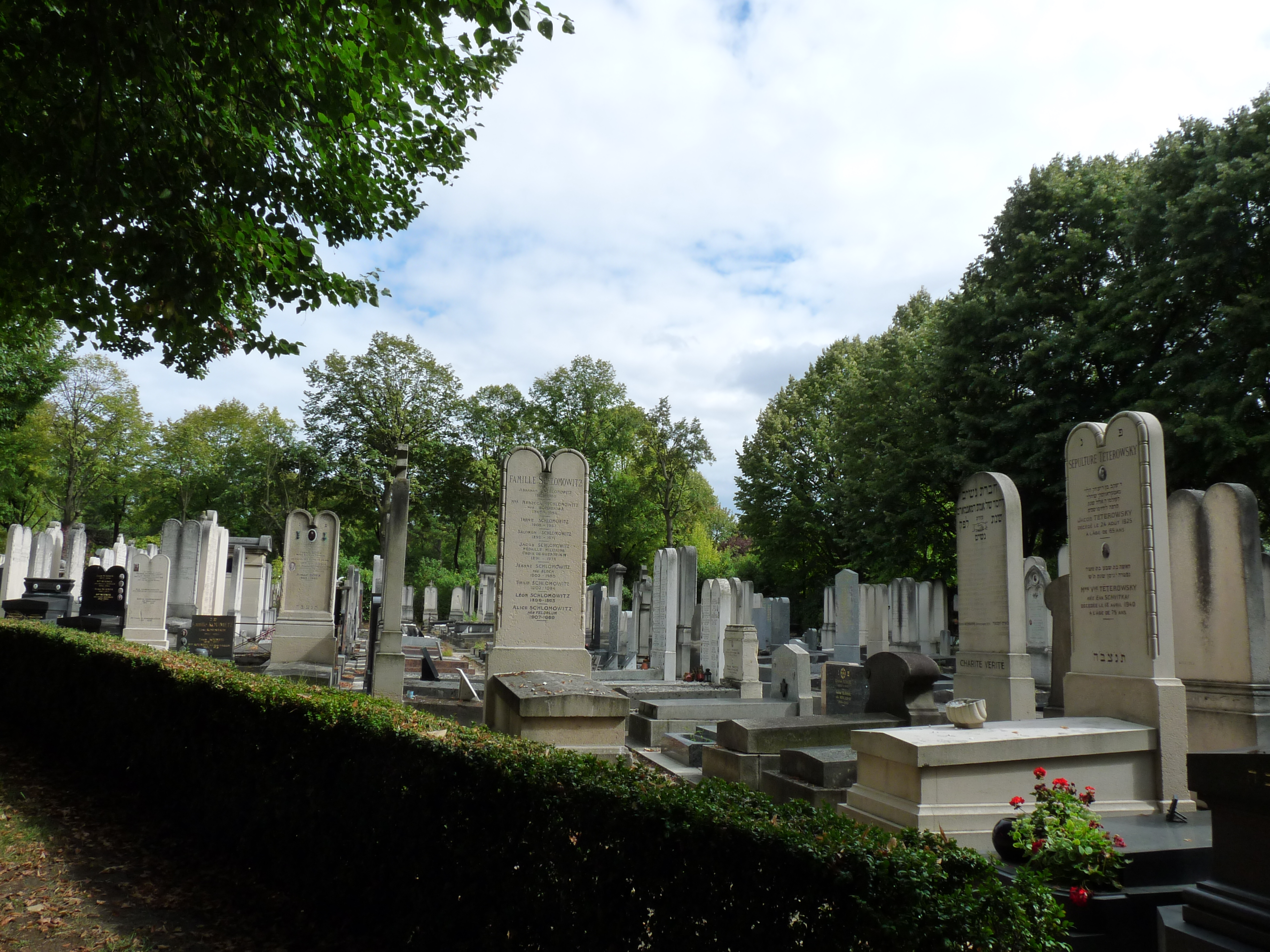
Tombes juives.

Un décret du 12 mai 1884 déclare d'utilité publique l'établissement d'un cimetière parisien sur le territoire de Bagneux, par suite de l'accroissement de la population parisienne, et de la généralisation des concessions individuelles. La ville de Paris fait donc l'acquisition d'un terrain de près de 62 hectares, par voie amiable et expropriation, et la commune de Bagneux doit céder deux voies sur le terrain. Le cimetière a été ouvert le 15 novembre 1886 en même temps que le cimetière parisien de Pantin. Ces deux cimetières présentent des portes d'entrée du même modèle.
Le cimetière parisien de Bagneux totalise plus de 83 000 concessions pour une superficie de 61,52 hectares. Chaque allée est plantée d'une espèce particulière et différente d'arbre, dont elle tire son nom. Avenue des Érables champêtres, des Sycomores, des Marronniers d'Inde, des Ormes de Pumila, plus de 5600 arbres de 49 essences différentes
Le cimetière parisien de Bagneux est souvent appelé « cimetière juif » car il comporte de nombreuses sections réservées aux israélites. S'y trouve en particulier une série de monuments d'une taille imposante : ce sont des tombes collectives appartenant à diverses sociétés de secours mutuel destinées à assurer une sépulture digne aux pauvres.
Il a fait l'objet de profanations de nature antisémite en avril 1981,.
Il est desservi depuis janvier 2022 par la station de métro Barbara, qui rend hommage à la chanteuse, inhumée dans le cimetière.

## Monuments et sites remarquables

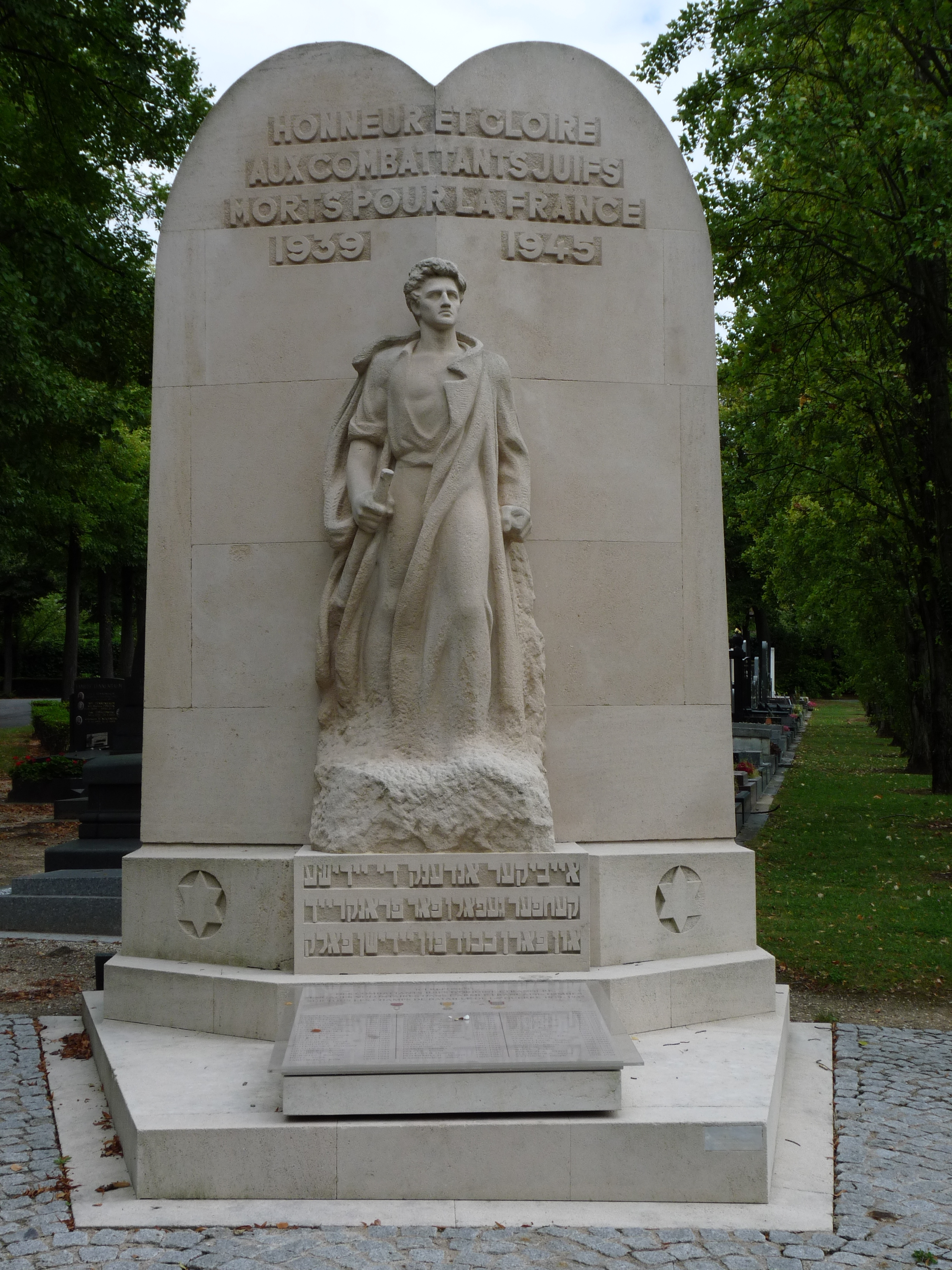
Monument aux combattants juifs morts pour la France pendant la Seconde Guerre mondiale.

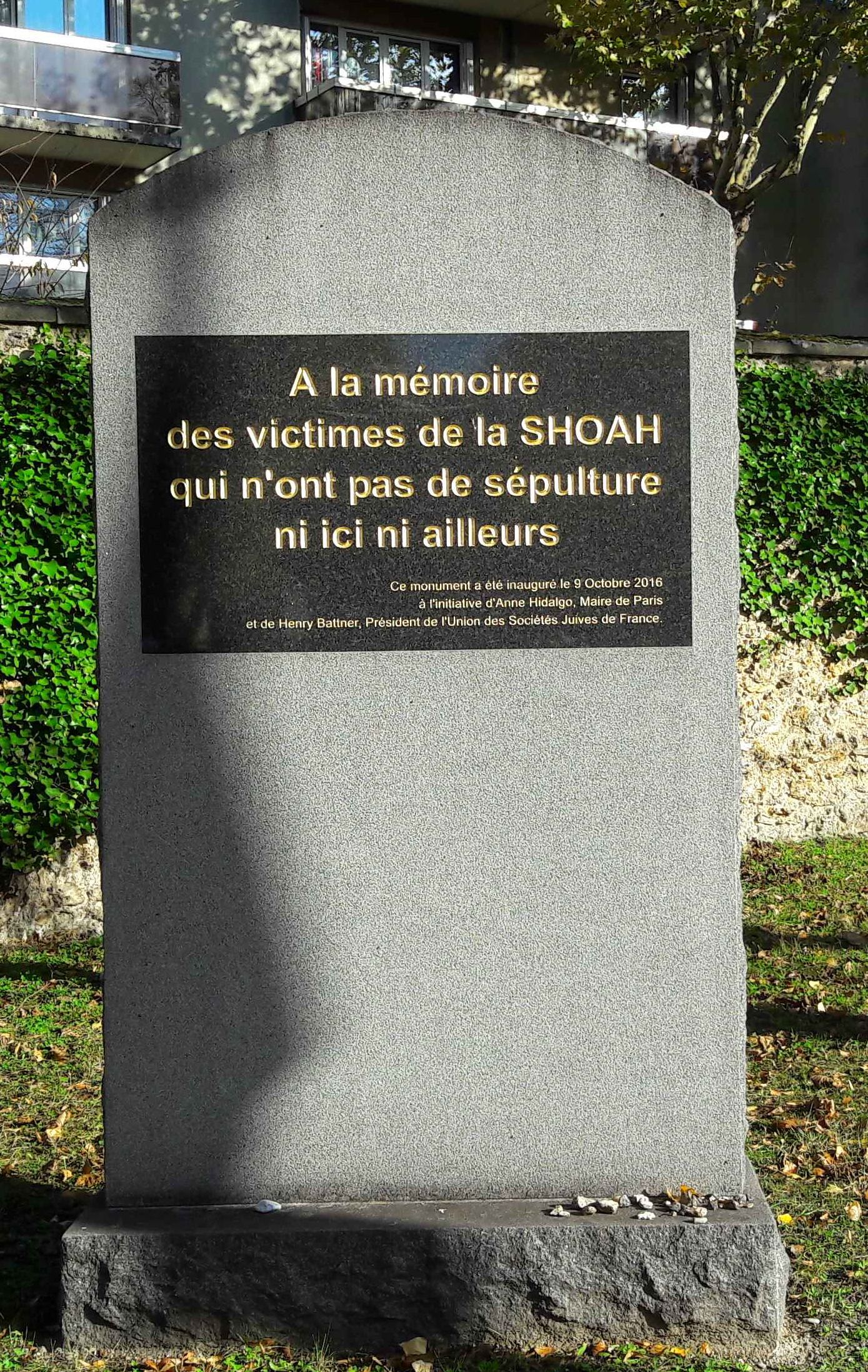
Stèle aux victimes de la Shoah.

- Monument du souvenir, dans l'avenue Principale, créé par Jean Camille Formigé.
- À proximité de l'entrée principale (45, avenue Marx-Dormoy à Bagneux), se trouve le Monument aux combattants juifs morts pour la France pendant la Seconde Guerre mondiale, où se déroulent chaque année des cérémonies du souvenir.
- Monuments du ghetto de Varsovie.
- Monuments des camps de concentration.
- Avenue de Montrouge, face à la 3e division, a été érigée une stèle dédiée aux victimes de la Shoah qui n'ont pas de tombe.
- À l'extrémité de l'avenue principale, se dresse un cèdre remarquable (arbre classé).

## Personnalités inhumées dans le cimetière parisien de Bagneux
Sont notamment inhumés dans ce cimetière :
- Haut – A
- B
- C
- D
- E
- F
- G
- H
- I
- J
- K
- L
- M
- N
- O
- P
- Q
- R
- S
- T
- U
- V
- W
- X
- Y
- Z

### A
| Nom                                | Métier                                                      | Division     | Photo |
| ---------------------------------- | ----------------------------------------------------------- | ------------ | ----- |
| Fermín Aguayo (1926-1977)          | Peintre                                                     | 17e division |       |
| Georges Annenkov (1889-1974)       | Peintre                                                     | 95e division |       |
| Pierre Appell (1887-1957)          | Officier de marine, industriel et homme politique           | 67e division |       |
| Junie Astor (1911-1967)            | Comédienne                                                  | 36e division |       |
| Eugène Atget (1857-1927)           | Photographe                                                 | 4e division  |       |
| Paul Auban (1869-1945)             | Sculpteur                                                   | 99e division |       |
| Jean-Christophe Averty (1928-2017) | Animateur et réalisateur de radio et de télévision français | 84e division |       |

- Haut – A
- B
- C
- D
- E
- F
- G
- H
- I
- J
- K
- L
- M
- N
- O
- P
- Q
- R
- S
- T
- U
- V
- W
- X
- Y
- Z

### B
| Nom                                   | Métier                                                  | Division                     | Photo |
| ------------------------------------- | ------------------------------------------------------- | ---------------------------- | ----- |
| Robert Badinter (1928-2024)           | Homme politique et écrivain                             | 3e division                  |       |
| Barbara (1930-1997)                   | Chanteuse et compositrice                               | 4e division                  |       |
| Henri Baruk (1897-1999)               | Psychiatre                                              | 1re division                 |       |
| Marcel Bazin (1924-2010)              | Entraîneur de boxe anglaise                             | 70e division                 |       |
| Albert Bedouce (1869-1947)            | Homme politique                                         | 34e division                 |       |
| Bélasco (1927-2015)                   | artiste peintre                                         | 35e division                 |       |
| Michel Bernholc (1941-2002)           | Musicien et arrangeur                                   | 115e division                |       |
| Ossip Bernstein (1882-1962)           | Champion d'échecs                                       | 102e division                |       |
| Claude Berri (1934-2009)              | Réalisateur, acteur, producteur et scénariste de cinéma | 23e division                 |       |
| Alexandre Bigot (1862-1927)           | céramiste, chimiste                                     | 21e division                 |       |
| Christian Blachas (1946-2012)         | Journaliste, écrivain et chef d'entreprise              | ? division                   |       |
| María Blanchard (1881-1932)           | Peintre                                                 | 88e division                 |       |
| Marcel Bleustein-Blanchet (1906-1996) | Publicitaire                                            | 4e division                  |       |
| Florence Blot (1912-1994)             | Actrice                                                 | 32e division                 |       |
| Frida Boccara (1940-1996)             | Chanteuse                                               | 63e division                 |       |
| Lucienne Boyer (1903-1983)            | Chanteuse                                               | 21e division                 |       |
| Billy Bridge (1945-1994)              | Chanteur et compositeur                                 | 53e division                 |       |
| Martial Brigouleix (1903-1943)        | Commandant des FFI, Compagnon de la Libération,         | 40e division Carré militaire |       |
| Henri Brun (1816-1887)                | Sculpteur                                               | 22e division                 |       |
| Henry Bulawko (1918-2011)             | Écrivain, rescapé d'Auschwitz                           | ? division                   |       |

- Haut – A
- B
- C
- D
- E
- F
- G
- H
- I
- J
- K
- L
- M
- N
- O
- P
- Q
- R
- S
- T
- U
- V
- W
- X
- Y
- Z

### C
| Nom                             | Métier                                                    | Division      | Photo |
| ------------------------------- | --------------------------------------------------------- | ------------- | ----- |
| Hélène Calef (1949-2008)        | Pianiste et fondatrice du Trio Jean Françaix              | 67e division  |       |
| Henri Calef (1910-1994)         | Réalisateur et historien                                  | 56e division  |       |
| Francis Carco (1886-1958)       | Écrivain, poète, journaliste et auteur de chansons        | 44e division  |       |
| Anne-Marie Carrière (1925-2006) | Actrice, humoriste, chansonnière                          | 23e division  |       |
| Elisée Cavaillon (1873-1954)    | Sculpteur                                                 | 47e division  |       |
| Jean-Pierre Chapel (1935-2010)  | Journaliste                                               | 67e division  |       |
| Demetre Chiparus (1886-1947)    | Sculpteur                                                 | ? division    |       |
| Serge Choubine (1886-1947)      | Peintre russe                                             | 23e division  |       |
| Jean-Laurent Cochet (1935-2020) | Metteur en scène, professeur d'art dramatique et comédien | 103e division |       |
| Raoul Combes (1883-1964)        | Botaniste                                                 | 22e division  |       |
| René Couzinet (1904-1956)       | Ingénieur aéronautique                                    | 61e division  |       |

- Haut – A
- B
- C
- D
- E
- F
- G
- H
- I
- J
- K
- L
- M
- N
- O
- P
- Q
- R
- S
- T
- U
- V
- W
- X
- Y
- Z

### D
| Nom                                                                      | Métier                                              | Division      | Photo |
| ------------------------------------------------------------------------ | --------------------------------------------------- | ------------- | ----- |
| Marcel Dalio (1899-1983)                                                 | Acteur                                              | 106e division |       |
| Ernest Damé (1845-1920)                                                  | Sculpture                                           | 7e division   |       |
| André Danjon (1890-1967)                                                 | Astronome                                           | 37e division  |       |
| Henry Darty (1890-1976) Natan Darty (1920-2010) Marcel Darty (1922-1983) | Entrepreneur français et fondateurs du groupe Darty | 47e division  |       |
| Georges Darien                                                           | Écrivain                                            | 14e division  |       |
| Bella Darvi (1928-1971)                                                  | Actrice                                             | 55e division  |       |
| Louis Delluc (1890-1924)                                                 | Réalisateur de cinéma, scénariste et critique       | 5e division   |       |
| Charles Denner (1926-1995)                                               | Acteur                                              | 107e division |       |
| Léon Deubel (1879-1913)                                                  | Poète                                               | 11e division  |       |
| Edmond Doutté (1867-1926)                                                | Sociologue                                          | 98e division, |       |
| Ernest Dumont (1847-1919)                                                | Parolier                                            | 11e division  |       |
| Eudald Duran i Reynals (ca) (1891-1917)                                  | Écrivain catalan                                    | 61e division  |       |

- Haut – A
- B
- C
- D
- E
- F
- G
- H
- I
- J
- K
- L
- M
- N
- O
- P
- Q
- R
- S
- T
- U
- V
- W
- X
- Y
- Z

### E
| Nom                       | Métier   | Division     | Photo |
| ------------------------- | -------- | ------------ | ----- |
| Michel Emer (1906-1984)   | Parolier | 68e division |       |
| Jean Eustache (1938-1981) | Cinéaste | 94e division |       |

- Haut – A
- B
- C
- D
- E
- F
- G
- H
- I
- J
- K
- L
- M
- N
- O
- P
- Q
- R
- S
- T
- U
- V
- W
- X
- Y
- Z

### F
| Nom                               | Métier                     | Division     | Photo |
| --------------------------------- | -------------------------- | ------------ | ----- |
| Daniel Farhi (1941-2021)          | Rabbin                     | ? division   |       |
| Jean-Claude Fasquelle (1930-2021) | Editeur                    | 44e division |       |
| Maurice Feferman (1921-1942)      | Résistant juif             | ? division   |       |
| Flordavid (1891-1958)             | Artiste peintre            | 64e division |       |
| Madame Fraya (1871-1953)          | Voyante                    | 28e division |       |
| Charles Forget (1886-1960)        | Peintre, graveur           | ? division   |       |
| Maurice Fréchet (1878-1973)       | Mathématicien, académicien | 49e division |       |

- Haut – A
- B
- C
- D
- E
- F
- G
- H
- I
- J
- K
- L
- M
- N
- O
- P
- Q
- R
- S
- T
- U
- V
- W
- X
- Y
- Z

### G
| Nom                              | Métier                                                             | Division                     | Photo |
| -------------------------------- | ------------------------------------------------------------------ | ---------------------------- | ----- |
| Jules Gaildrau (1830-1898)       | Peintre et graveur                                                 | ? division                   |       |
| Jean-Jacques Gautier (1908-1986) | Journaliste, romancier et critique dramatique et cinématographique | 63e division                 |       |
| Albert Gercourt (1882-1963)      | Acteur                                                             | 29e division                 |       |
| Roman Ghirshman (1895-1979)      | Archéologue, explorateur et historien                              | 16e division                 |       |
| Jean Girault (1934-1982)         | Cinéaste                                                           | 77e division                 |       |
| Maadi Gobrait (1904-1980)        | Résistante                                                         | 40e division Carré militaire |       |
| Justin Godart (1871-1956)        | Homme politique                                                    | 21e division                 |       |
| Jacob Gordin (1896-1947)         | Erudit et philosophe juif russe                                    | ? division                   |       |
| Esther Gorintin (1913-2010)      | Actrice                                                            | 55e division                 |       |
| Charles Gozier (1842-1917        | Architecte                                                         | 5e division                  |       |
| Gribouille                       | Chanteuse                                                          | 96e division                 |       |
| Brigitte Gros (1925-1985)        | Journaliste, écrivain et femme politique                           | 23e division                 |       |
| Georges Guérin (1891-1972)       | Prêtre, fondateur de la Jeunesse ouvrière chrétienne               | 28e division                 |       |
| Pierre Guffroy (1926-2010)       | Chef décorateur de cinéma                                          | 59e division                 |       |

- Haut – A
- B
- C
- D
- E
- F
- G
- H
- I
- J
- K
- L
- M
- N
- O
- P
- Q
- R
- S
- T
- U
- V
- W
- X
- Y
- Z

### H
| Nom                              | Métier                                            | Division     | Photo |
| -------------------------------- | ------------------------------------------------- | ------------ | ----- |
| Meyer Abraham Halévy (1900-1972) | Grand Rabbin, historien et exégète                | ? division   |       |
| Clara Halter (1932-2017)         | Sculptrice                                        | 67e division |       |
| Léo Hamon (1908-1993)            | Homme politique                                   | 52e division |       |
| Marthe Hanau (1890-1935)         | Journaliste, femme d'affaires                     | ? division   |       |
| Michel Hanus (1937-2010)         | Psychiatre, psychanalyste, docteur en psychologie | 75e division |       |
| Marcelle Henry (1895-1945)       | Résistante, compagnon de la Libération            | 10e division |       |

- Haut – A
- B
- C
- D
- E
- F
- G
- H
- I
- J
- K
- L
- M
- N
- O
- P
- Q
- R
- S
- T
- U
- V
- W
- X
- Y
- Z

### I
| Nom              | Métier      | Division    | Photo |
| ---------------- | ----------- | ----------- | ----- |
| Izis (1911-1980) | Photographe | 5e division |       |

- Haut – A
- B
- C
- D
- E
- F
- G
- H
- I
- J
- K
- L
- M
- N
- O
- P
- Q
- R
- S
- T
- U
- V
- W
- X
- Y
- Z

### J
| Nom                          | Métier                                       | Division     | Photo |
| ---------------------------- | -------------------------------------------- | ------------ | ----- |
| Albert Jacquard (1925-2013)  | Biologiste, généticien, essayiste            | 35e division |       |
| Edmond Jacquelin (1875-1928) | Champion du monde de cyclisme sur piste 1900 | 34e division |       |
| Alfred Jarry (1873-1907)     | Écrivain et initiateur de la pataphysique    | 23e division |       |

- Haut – A
- B
- C
- D
- E
- F
- G
- H
- I
- J
- K
- L
- M
- N
- O
- P
- Q
- R
- S
- T
- U
- V
- W
- X
- Y
- Z

### K
| Nom                           | Métier                                              | Division     | Photo |
| ----------------------------- | --------------------------------------------------- | ------------ | ----- |
| Emile Kaçmann (1914-2001)     | Hazan de la synagogue Copernic, rescapé d'Auschwitz | ? division   |       |
| Jacob Kaplan (1895-1994)      | Grand rabbin de France                              | 31e division |       |
| Pauline Kergomard (1838-1925) | Fondatrice de l'école maternelle en France          | 57e division |       |

- Haut – A
- B
- C
- D
- E
- F
- G
- H
- I
- J
- K
- L
- M
- N
- O
- P
- Q
- R
- S
- T
- U
- V
- W
- X
- Y
- Z

### L
| Nom                          | Métier                                     | Division      | Photo |
| ---------------------------- | ------------------------------------------ | ------------- | ----- |
| Bernard Lafaille (1900-1955) | Ingénieur, inventeur                       | 68e division  |       |
| Jules Laforgue (1860-1887)   | Poète                                      | 8e division   |       |
| Ergy Landau (1898-1967)      | Photographe                                | 106e division |       |
| Charles Lapicque (1898-1988) | Peintre                                    | 13e division  |       |
| Rose Laurens (1951-2018)     | Chanteuse                                  | 106e division |       |
| Jean Lec (1899-1964)         | Chansonnier                                | 22e division  |       |
| André Leducq (1904-1980)     | Coureur cycliste et guitariste             | 27e division  |       |
| Arthur Levasseur (1875-1955) | Homme politique                            | 18e division  |       |
| Wolff Lévitan (1885-1965)    | Entrepreneur, fondateur du magasin Lévitan | 115e division |       |
| Corinne Luchaire (1921-1950) | Actrice                                    | 48e division  |       |
| Luitz-Morat (1884-1929)      | Acteur, réalisateur et scénariste          | 28e division  |       |

- Haut – A
- B
- C
- D
- E
- F
- G
- H
- I
- J
- K
- L
- M
- N
- O
- P
- Q
- R
- S
- T
- U
- V
- W
- X
- Y
- Z

### M
| Nom                                | Métier                      | Division     | Photo |
| ---------------------------------- | --------------------------- | ------------ | ----- |
| Georges Madon (1892-1924)          | Aviateur                    | 30e division |       |
| Jacqueline Maillan (1923-1992)     | Comédienne                  | 68e division |       |
| Pierre Maillard-Verger (1910-1968) | Compositeur et pianiste     | 92e division |       |
| André Mallarmé (1877-1956)         | Homme politique             | 15e division |       |
| André Malterre (1909-1975)         | Militant syndical           | 27e division |       |
| Alina Margolis-Edelman             | Médecin                     | ? division   |       |
| Marcel Mauss (1872-1950)           | Ethnologue, sociologue      | 45e division |       |
| Joseph Meister (1876-1940)         | Premier vacciné par Pasteur | 41e division |       |
| Claude Melki (1939-1994)           | Acteur                      | 55e division |       |
| Jacques Monod (1918-1985)          | Acteur                      | 76e division |       |
| Mela Muter (1876-1967)             | Peintre                     | 94e division |       |

- Haut – A
- B
- C
- D
- E
- F
- G
- H
- I
- J
- K
- L
- M
- N
- O
- P
- Q
- R
- S
- T
- U
- V
- W
- X
- Y
- Z

### N
| Nom                          | Métier                     | Division     | Photo |
| ---------------------------- | -------------------------- | ------------ | ----- |
| Abram Neiman (1893-1967)     | Industriel et inventeur    | 66e division |       |
| Aurélie Nemours (1910-2005)  | Peintre                    | 60e division |       |
| Wilhelm Nylander (1822-1899) | Botaniste et entomologiste | 6e division  |       |

- Haut – A
- B
- C
- D
- E
- F
- G
- H
- I
- J
- K
- L
- M
- N
- O
- P
- Q
- R
- S
- T
- U
- V
- W
- X
- Y
- Z

### O
| Nom                          | Métier                                        | Division     | Photo |
| ---------------------------- | --------------------------------------------- | ------------ | ----- |
| Hélène Oettingen (1887-1950) | Peintre et femme de lettres                   | 50e division |       |
| Max d'Ollone (1875-1959)     | Chef d'orchestre, compositeur et musicographe | 39e division |       |

- Haut – A
- B
- C
- D
- E
- F
- G
- H
- I
- J
- K
- L
- M
- N
- O
- P
- Q
- R
- S
- T
- U
- V
- W
- X
- Y
- Z

### P
| Nom                       | Métier                        | Division     | Photo |
| ------------------------- | ----------------------------- | ------------ | ----- |
| Ermen Parini (1872-1926)  | Peintre                       | 24e division |       |
| Jean Paulhan (1884-1968)  | Écrivain, critique et éditeur | 73e division |       |
| Paul Pelliot (1878-1945)  | Archéologue                   | 29e division |       |
| Claude Piéplu (1923-2006) | Acteur                        | 84e division |       |
| Léon Poliakov (1910-1997) | Historien et résistant        | 46e division |       |

- Haut – A
- B
- C
- D
- E
- F
- G
- H
- I
- J
- K
- L
- M
- N
- O
- P
- Q
- R
- S
- T
- U
- V
- W
- X
- Y
- Z

### R
| Nom                                | Métier                                                        | Division                     | Photo |
| ---------------------------------- | ------------------------------------------------------------- | ---------------------------- | ----- |
| Lucien Rachet (1905-1968)          | Fondateur de la LICRA, résistant                              | 31e division                 |       |
| Sylvain Eugène Raynal (1867-1939)  | Colonel                                                       | 11e division                 |       |
| Benoît Régent (1953-1994)          | Acteur                                                        | 46e division                 |       |
| Albert Fernand Renault (1887-1963) | Artiste peintre                                               | ? division                   |       |
| Jean-Joseph Renot (1850-1909)      | Acteur, metteur en scène et dramaturge                        | 32e division                 |       |
| Jehan-Rictus (1867-1933)           | Poète et chansonnier                                          | 25e division                 |       |
| Jules Rimet (1873-1956)            | Créateur de la coupe du monde de football                     | 25e division                 |       |
| José Roig (1880-1941)              | Résistant de la Seconde Guerre mondiale fusillé par les nazis | 40e division Carré militaire |       |
| J.-H. Rosny aîné (1856-1940)       | Écrivain                                                      | 33e division                 |       |
| Israël Roukhomovsky (1860-1936)    | Orfèvre                                                       | 16e division                 |       |
| Marius Roy (1833-1921)             | Peintre                                                       | 14e division                 |       |
| Albert Rubin (1887-1956)           | Peintre et sculpteur français                                 | 55e division                 |       |

- Haut – A
- B
- C
- D
- E
- F
- G
- H
- I
- J
- K
- L
- M
- N
- O
- P
- Q
- R
- S
- T
- U
- V
- W
- X
- Y
- Z

### S
| Nom                                    | Métier                                                              | Division      | Photo |
| -------------------------------------- | ------------------------------------------------------------------- | ------------- | ----- |
| Alexander Salkind (1921-1997)          | Producteur de cinéma                                                | 108e division |       |
| Louis Salou (1902-1948)                | Acteur                                                              | 44e division  |       |
| Carlo Sarrabezolles (1888-1971)        | Sculpteur                                                           | 28e division  |       |
| Florent Schmitt (1870-1958)            | Compositeur                                                         | 54e division  |       |
| Frédéric Sérazin (1906-1944)           | Résistant communiste                                                | 109e division |       |
| Stéphane Sirkis (1959-1999)            | Guitariste du groupe Indochine                                      | 70e division  |       |
| Pierre Sonneville (1911-1970)          | Compagnon de la Libération                                          | 105e division |       |
| Alexandre Stellio (1885-1939)          | Clarinettiste, compositeur, chef d'orchestre martiniquais           | 38e division  |       |
| Catherine Stermann (1949-1985)         | Actrice                                                             | 49e division  |       |
| Martha Stettler (1870-1945)            | Peintre suisse et cofondatrice de l'Académie de la Grande Chaumière | ? division    |       |
| Jane Stick (Émilie Briard) (1890-1964) | Chanteuse                                                           | 76e division  |       |
| Georges Strohl (1839-1901)             | Général de brigade                                                  | ? division    |       |
| Sam Szafran (1934-2019)                | Peintre français                                                    | 48e division  |       |

- Haut – A
- B
- C
- D
- E
- F
- G
- H
- I
- J
- K
- L
- M
- N
- O
- P
- Q
- R
- S
- T
- U
- V
- W
- X
- Y
- Z

### T
| Nom                       | Métier          | Division    | Photo |
| ------------------------- | --------------- | ----------- | ----- |
| Jean Temerson (1898-1956) | Acteur français | 3e division |       |

- Haut – A
- B
- C
- D
- E
- F
- G
- H
- I
- J
- K
- L
- M
- N
- O
- P
- Q
- R
- S
- T
- U
- V
- W
- X
- Y
- Z

### V
| Nom                          | Métier                   | Division     | Photo |  |
| ---------------------------- | ------------------------ | ------------ | ----- |  |
| Alfred Vallette (1858-1935)  | Écrivain                 | 8e division  |       |  |
| Jean Vigo (1905-1934)        | Cinéaste                 | 29e division |       |  |
| Gus Viseur (1915-1974)       | Musicien - accordéoniste | 94e division |       |  |
| Ambroise Vollard (1866-1939) | Marchand d'art           | 30e division |       |  |

- Haut – A
- B
- C
- D
- E
- F
- G
- H
- I
- J
- K
- L
- M
- N
- O
- P
- Q
- R
- S
- T
- U
- V
- W
- X
- Y
- Z

### W
| Nom                             | Métier              | Division     | Photo |  |
| ------------------------------- | ------------------- | ------------ | ----- |  |
| Joseph Wajsblat (1929-2014)     | Rescapé d'Auschwitz | ? division   |       |  |
| Ivan Wyschnegradsky (1893-1979) | Compositeur         | 33e division |       |  |

- Haut – A
- B
- C
- D
- E
- F
- G
- H
- I
- J
- K
- L
- M
- N
- O
- P
- Q
- R
- S
- T
- U
- V
- W
- X
- Y
- Z

### Oscar Wilde
L’écrivain de langue anglaise Oscar Wilde mourut à l’hôtel d’Alsace, au 13 de la rue des Beaux-Arts dans le VIe arrondissement de Paris, le vendredi 30 novembre 1900.
Le lundi 3 décembre 1900, il est inhumé au cimetière parisien de Bagneux.
Cette tombe de Bagneux comportait une inscription en latin tirée du chapitre XXIX du Livre de Job : « Verbis meis addere nihil audebant et super illos stillabat eloquium meum » (« Lorsque j’avais parlé, l’on ne répliquait pas et sur eux ma parole tombait goutte à goutte » ; version Crampon).
Ses restes sont transférés en 1909 au cimetière parisien du Père-Lachaise, division 89, dans la fameuse « tombe d’Oscar Wilde ».

## Illustrations

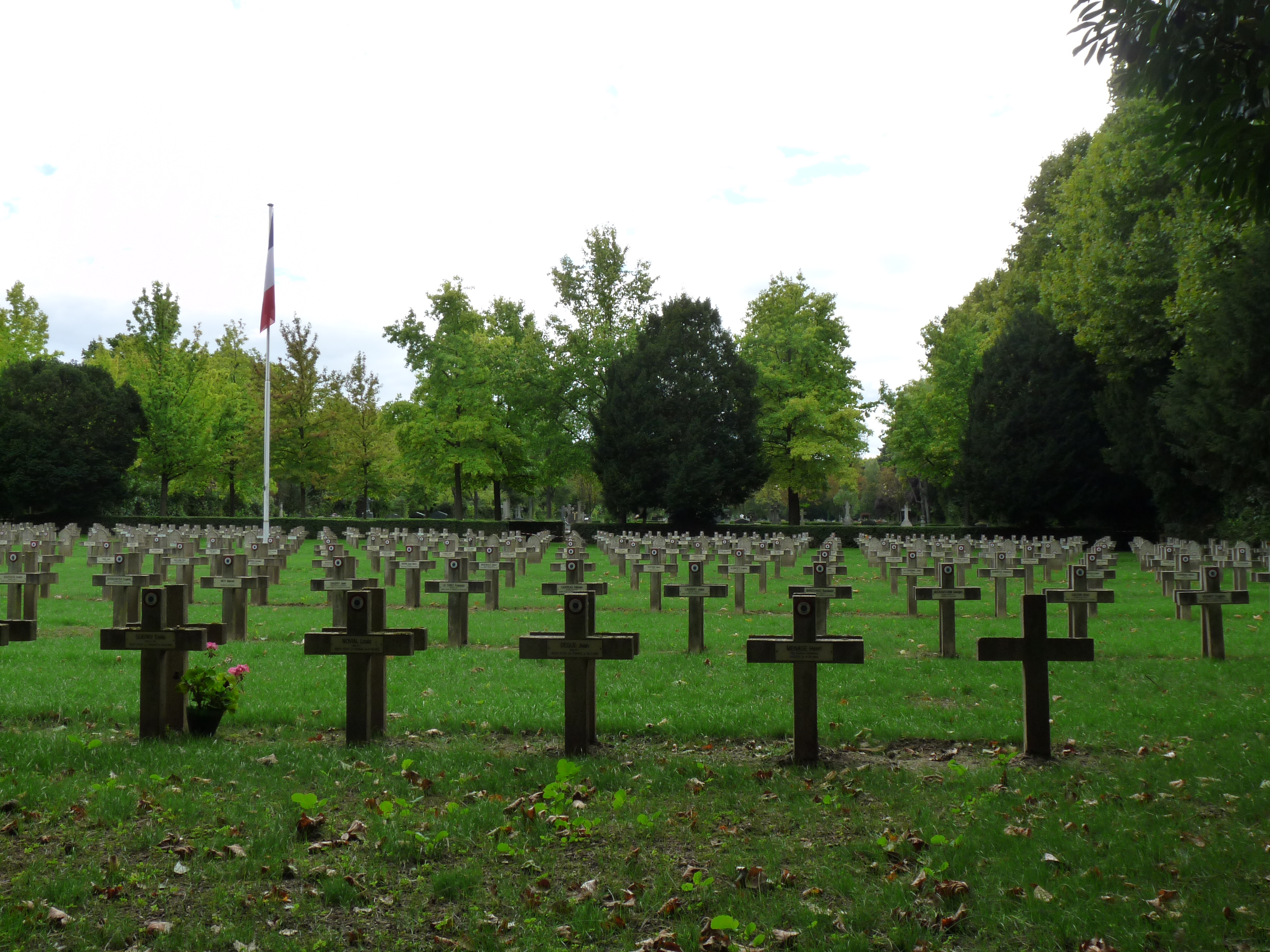
Carré militaire des soldats français.
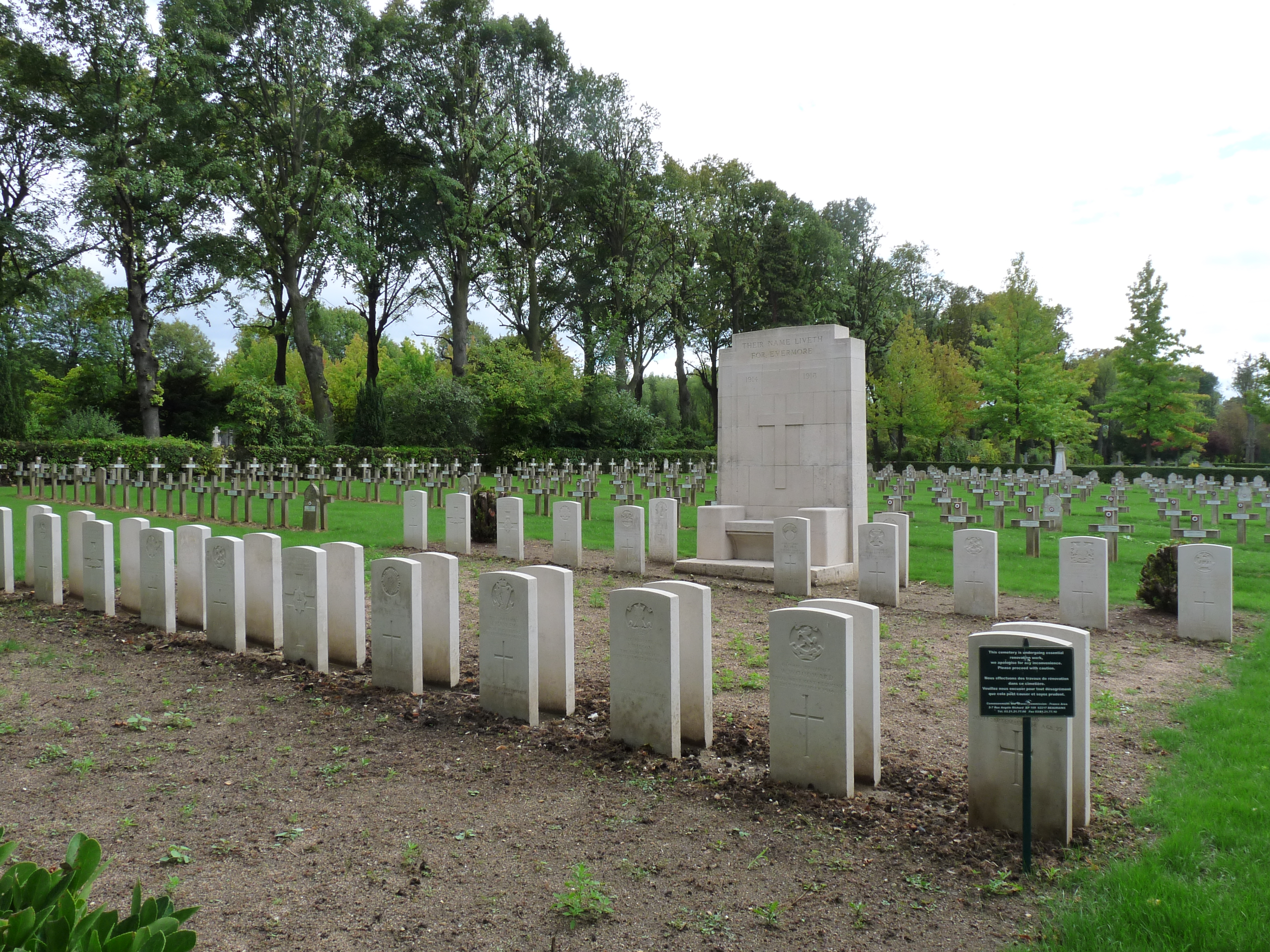
Carré des soldats de l'Empire britannique.
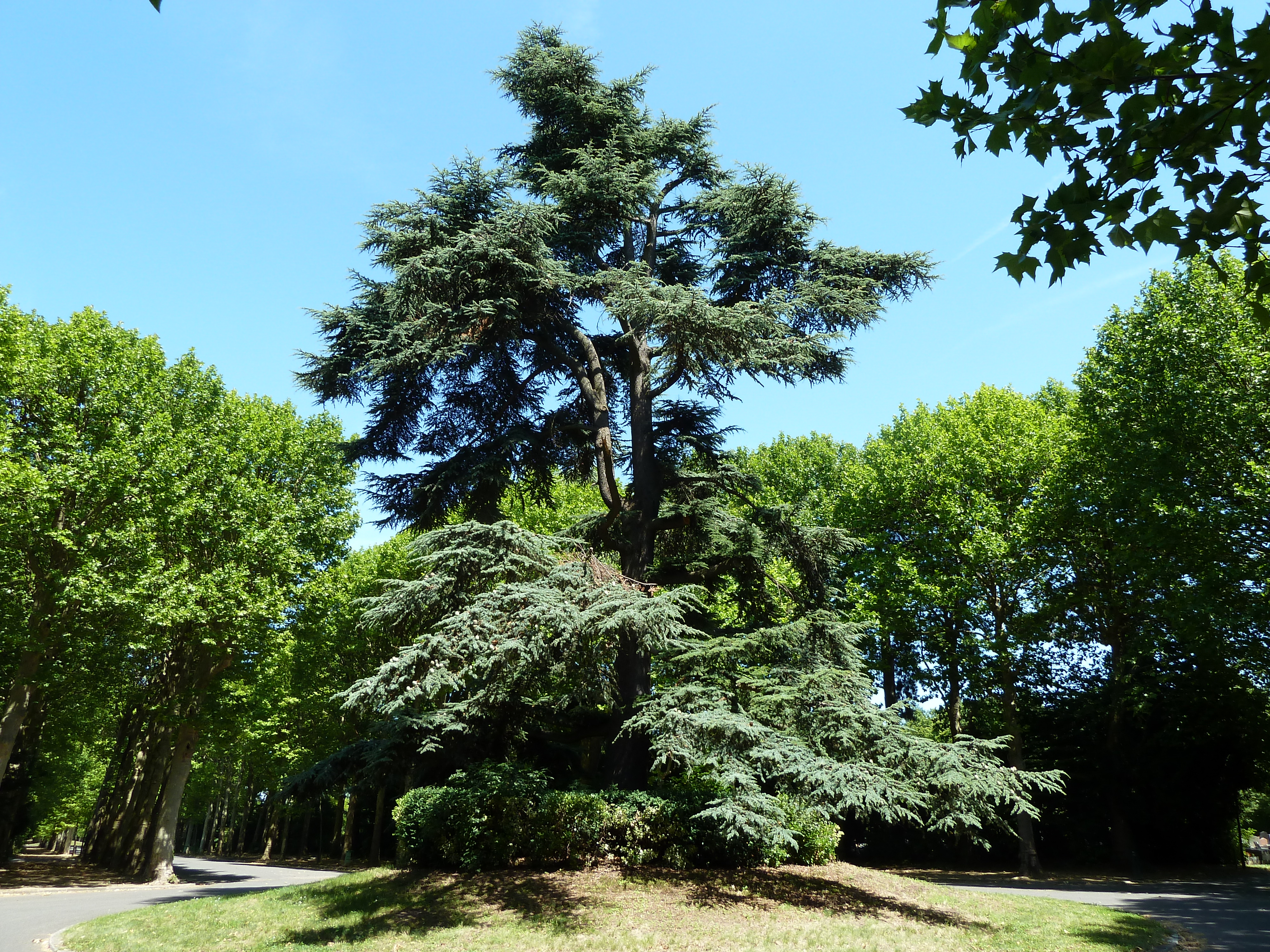
Le cèdre remarquable du cimetière de Bagneux.
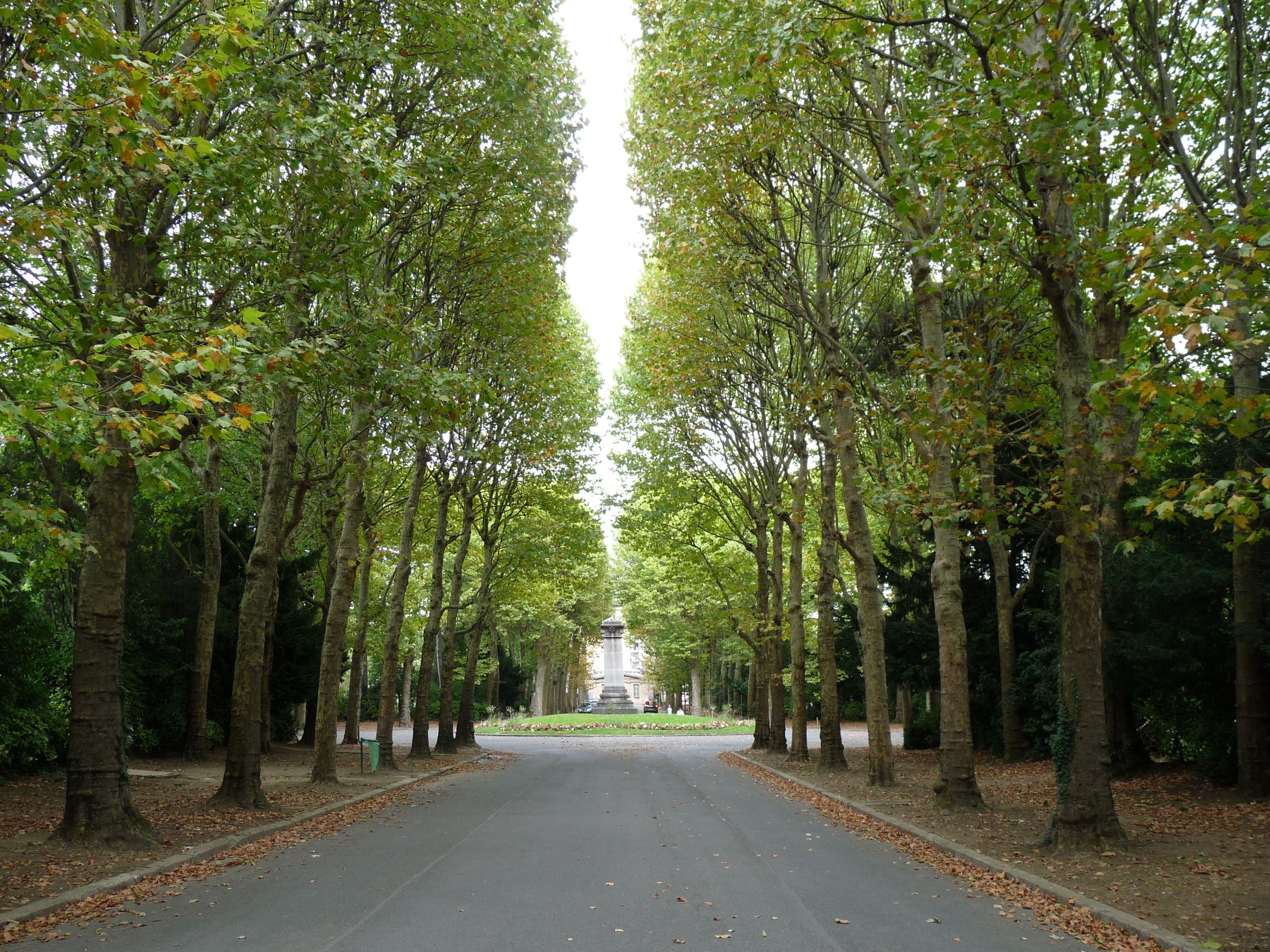
Allée centrale du cimetière.
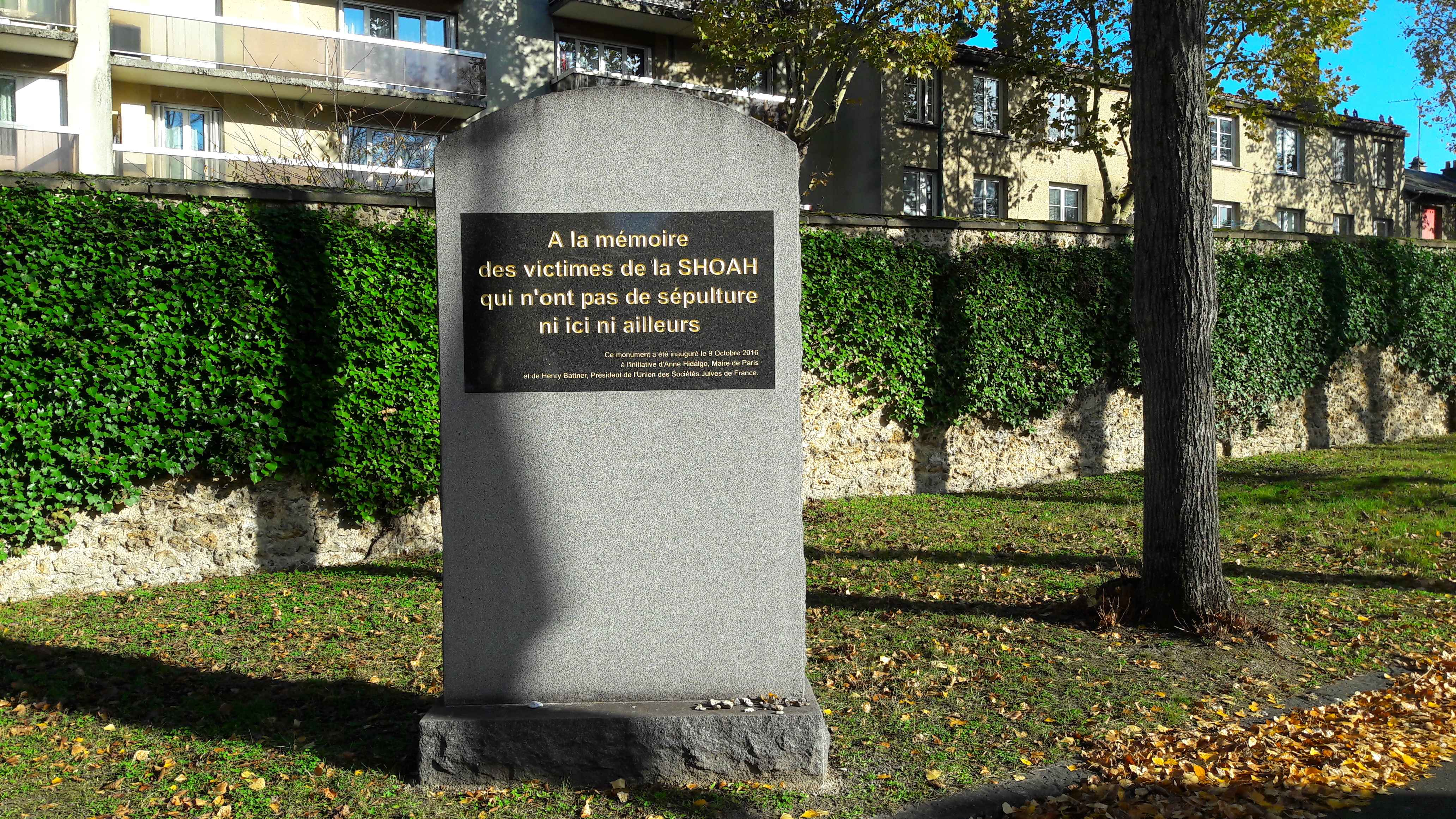
Stèle aux victimes de la Shoah.